# Osek, Rokycany
Osek là một làng thuộc huyện Rokycany, vùng Plzeňský, Cộng hòa Séc.